# Malarstwo ludowe

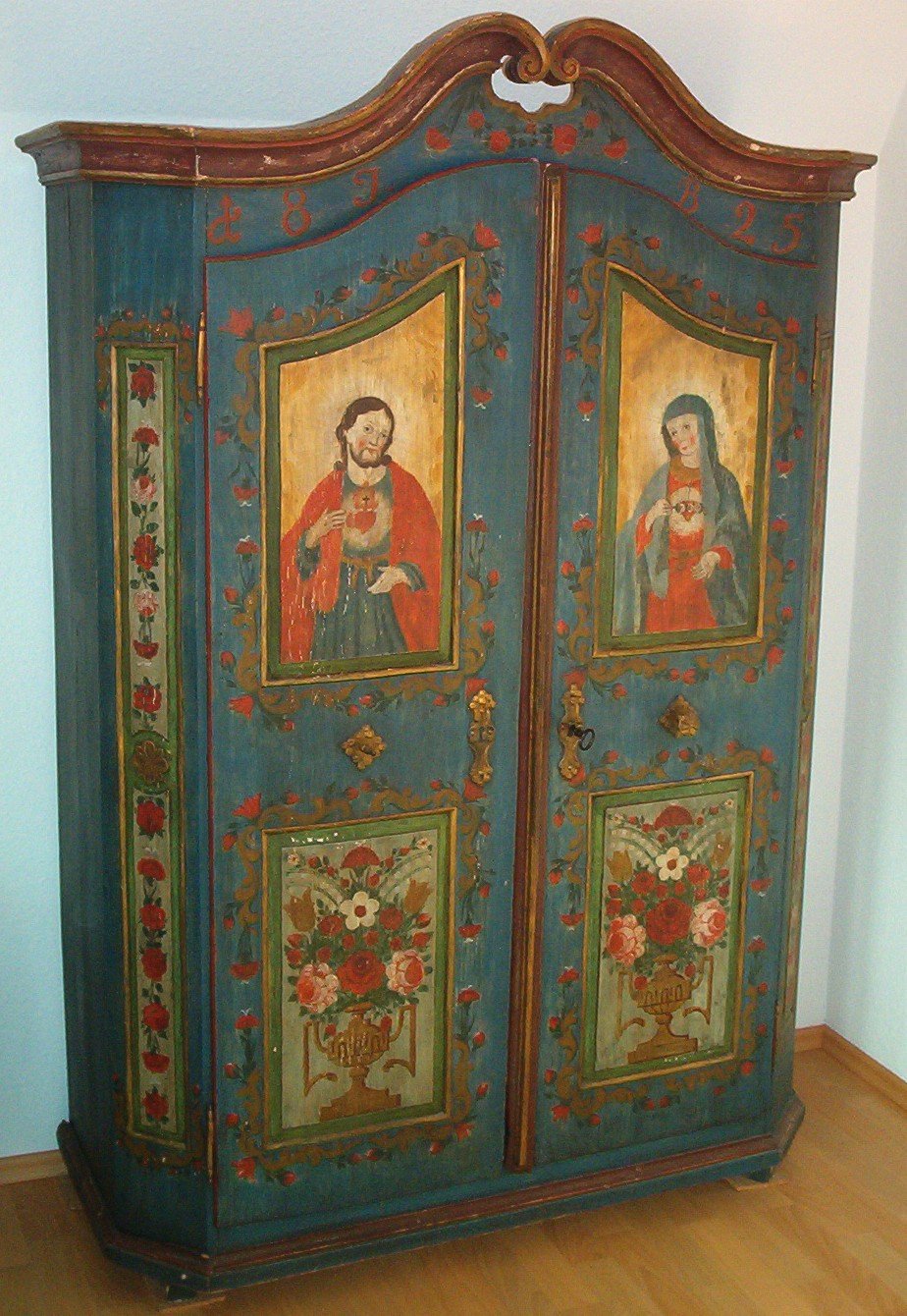
malarstwo ludowe – malowana szafa niemiecka

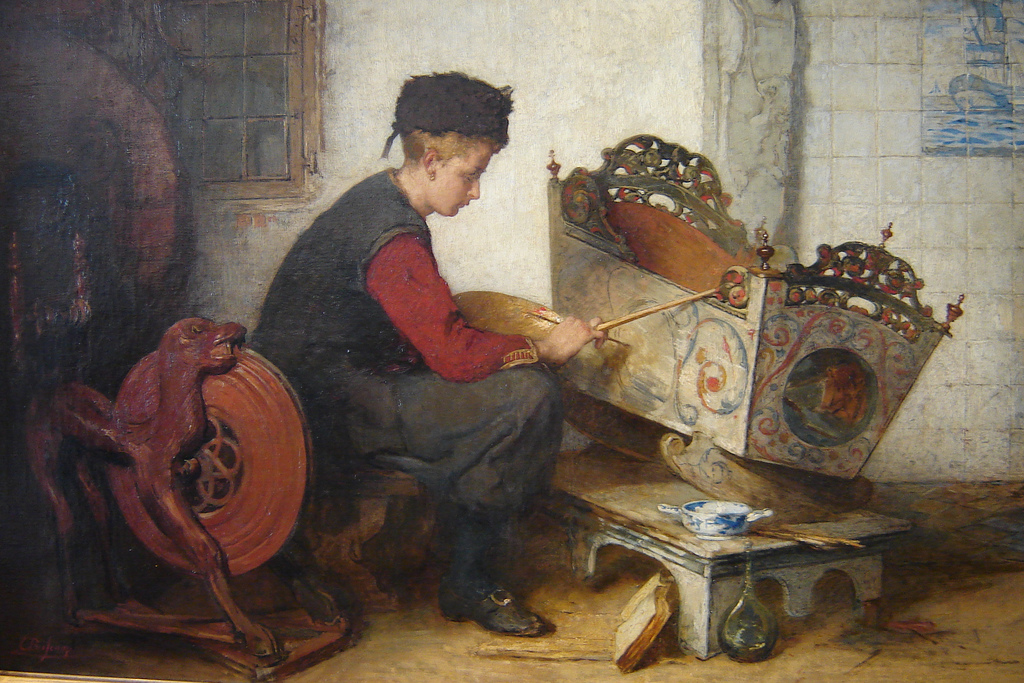
przedstawienie ludowego malarstwa – obraz z Museum Christoffela Bisschopa w Holandii

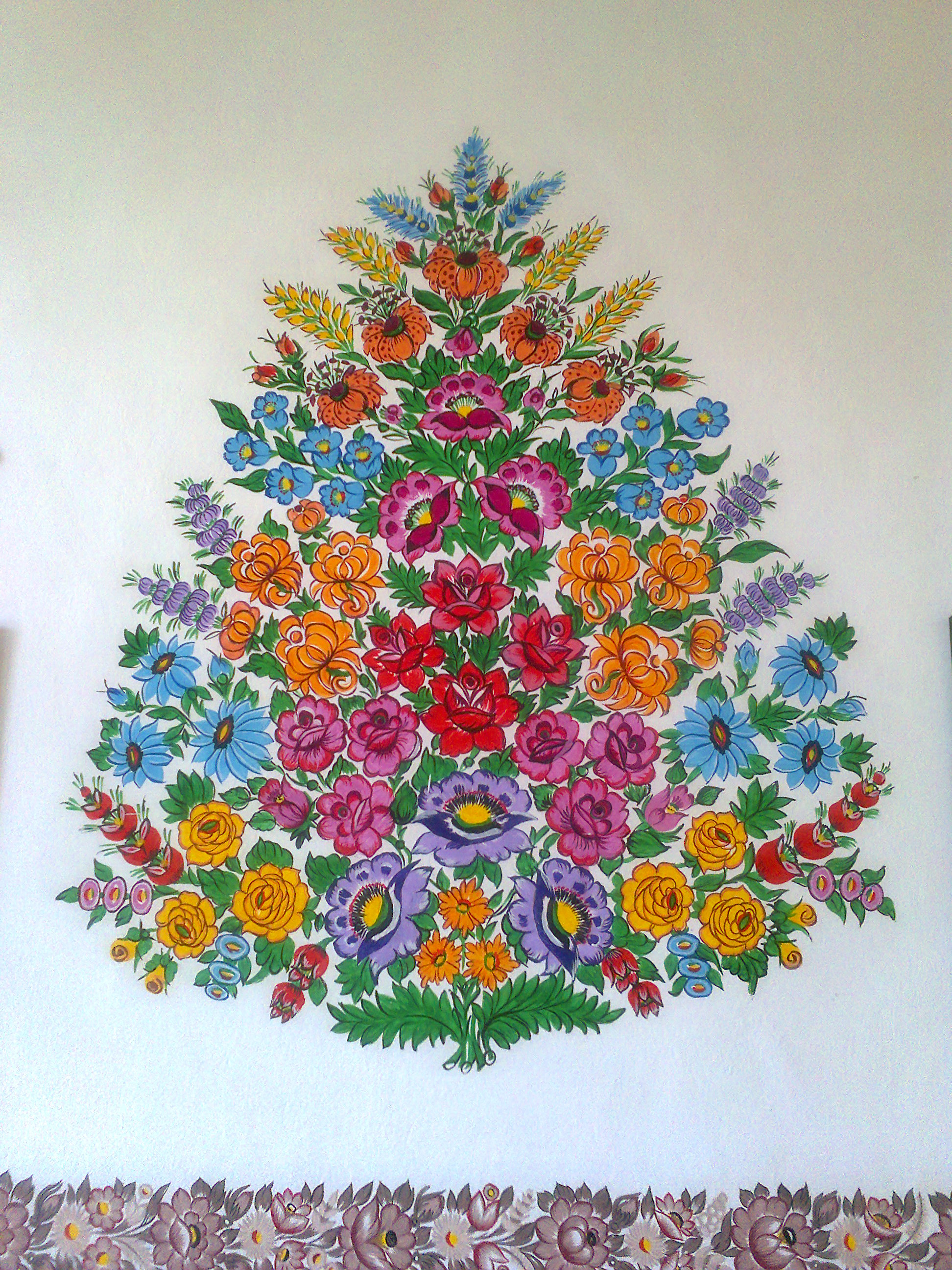
Kwiaty – popularny motyw ludowego malarstwa w Zalipiu

Malarstwo ludowe – malarstwo jest prastarą formą wyrazu, narodziło się bowiem w czasach prehistorycznych. Można przyjąć, że najstarszymi ludowymi obrazami są malowidła jaskiniowe. Pierwotnie malarstwo było sposobem wyrażania myśli i wrażeń, a wraz z rozwojem obrzędowości zaczęło też spełniać funkcje magiczne i religijne. Od zarania dziejów służyło też pewnie wrażeniom estetycznym.
Malarstwo ludowe skutecznie kontynuuje tradycje różnych obszarów kulturowych i regionów. Jedną z technik malarskich o rodowodzie ludowym jest malarstwo na szkle, kultywowane na Podhalu i Pomorzu.
Każdy region ma własne tradycyjne techniki malarskie i motywy. W Polsce do najciekawszych artystycznie obszarów należą Podhale, Żywiecczyznę, Kujawy, Kurpie. Oryginalnym przykładem malarstwa ludowego dla ozdoby budynków, wnętrz i przedmiotów jest Zalipie w województwie małopolskim.